# MONSTER DANCE
「MONSTER DANCE」（モンスター・ダンス）は、KEYTALKの楽曲で、メジャー3枚目（通算6枚目）のシングル。2014年10月22日にGetting Betterから発売された。

## 概要
通常盤と初回生産盤の2形態で発売されており、初回限定盤にはアナザーデザインスリーブケースが付属し、「光る“KEYTALK”ステッカー」が特典として封入されていた。また、表題曲のミュージック・ビデオを田辺秀伸が制作している。
2017年7月20日から9月10日にかけて行われた「夏フェスティバル♪KEYTOBU」と題した東武鉄道とのコラボレーションにより、東武東上本線川越駅の上りホーム1番線で「MONSTER DANCE」が発車メロディとして使用された。

## 収録曲
1. MONSTER DANCE［4:33］
作詞・作曲：首藤義勝
JVCケンウッド「ぴたスマ」CMソング[5]
テレビ朝日系「musicる TV」2014年11月度オープニングテーマ[6]
フジテレビ系列「新しいカギ」テーマソング[7]
フジテレビ系列「FNS27時間テレビ38 日本一たのしい学園祭!」テーマソング
2. エンドロール［4:00］
作詞・作曲：寺中友将
NTTドコモ「dヒッツ〜月を見ながら聴きたい曲篇〜」CMソング[2]
3. FREEDOM［3:26］
作詞・作曲：首藤義勝
4. O型［3:10］
作詞・作曲：寺中友将

## 収録アルバム
- HOT!（#1、#2）
- Best Selection Album of Victor Years（#1）
- Coupling Selection Album of Victor Years（#2、#3、#4）

## カバー
MONSTER DANCE
- 双海亜美（下田麻美） - 2020年11月11日発売のアルバム『THE IDOLM@STER MASTER ARTIST 4 06 双海亜美』に収録。